# رافائل کوتانجیان
رافائل کوتانجیان بازیگر اهل ارمنستان بود.

## زندگی‌نامه
وی در ۹ سپتامبر ۱۹۴۲ در تفلیس به دنیا آمد و در ۱۹۴۶ به ایروان نقل مکان نمود. رافائل کوتانجیان در بین سال‌های ۱۹۶۴–۱۹۶۶ در تئاتر دولتی زانگزور فعالیت می‌کرد. پس از تکمیل دوره عالی کارگردانی در مسکو در تلویزیون در ایروان و سپس در تئاتر دراما ایروان که توسط رافائل کاپلانیان بنیانگذاری نموده بود به عنوان بازیگر و کارگردان فعالیت نمود. وی برنده جایزه همچون هنرمند مردمی جمهوری ارمنستان، مدال موسس خورناتسی، شهروند افتخاری ایروان، هنرمند شایسته ارمنستان شوروی و مدال طلای وزارت فرهنگ جمهوری ارمنستان شد. در ۱۳ ژوئن سن ۷۹ سالگی در ایروان درگذشت.

## آثار
- برای شرف (مجموعه تلویزیونی) (۲۰۲۰)